# FC Veles Moscú
El FC Veles Moscú (en ruso: ФК «Велес» Москва) es un equipo de fútbol de Rusia que juega en la Segunda División de Rusia, la tercera categoría de fútbol en el país.

## Historia
Fue fundado en el año 2016 en la capital Moscú como un equipo aficionado y al año siguiente recibió la licencia para jugar en la Segunda División de Rusia.
Tras tres años en la tercera división nacional, en la temporada 2019/20 la Segunda División de Rusia es cancelada por la pandemia del COVID-19 cuando el FC Veles Moscú iba de líder en el grupo oeste, por lo que fue promovido a la Primera División de Rusia para la temporada 2020/21.